# Димитър Кьосев
Димитър Стоянов Кьосев е български офицер от Държавна сигурност, генерал-лейтенант.
Роден през 1922 година, той се включва в комунистически организации още като младеж, а през 1948 година постъпва във военното контраразузнаване. От 1953 година работи във външното разузнаване, като от 1968 до 1972 година е негов началник, а през 1971 – 1973 година е заместник-министър на вътрешните работи.

## Биография
Димитър Кьосев е на 16 август 1922 година в Попово в семейство от средната класа. През 1936 година завършва прогимназия, след което започва да чиракува за обущар при вуйчо си. През 1940 година постъпва в Поповската гимназия, където скоро става член на незаконния комунистически Работнически младежки съюз (РМС). След като организацията на РМС в гимназията е разкрита, Кьосев е арестуван на 8 юни 1942 година и, след като прави пълни самопризнания, е осъден на 8 години затвор. Излежава присъдата си в Шуменския, а след това във Варненския затвор. Там по това време са затворени почти 1000 комунисти и той успява да си създаде добри контакти с много бъдещи функционери на комунистическия режим, което изглежда помага на кариерата му.
На 5 август 1944 година Кьосев бяга от затвора заедно с група други затворници. Той отива в Приморския партизански отряд, където е приет за член на Българската комунистическа партия. Непосредствено след Деветосептемврийския преврат се включва в масовите насилия във Варна, след което се връща в Попово. Там получава диплома за средно образование и е назначен на работа в околийската организация на РМС.
През април 1946 година Димитър Кьосев е прехвърлен в окръжния комитет на РМС във Варна, а през октомври същата година става секретар на 8-и районен комитет на РМС в София. Едновременно с това той се записва да учи право в Софийския университет, но се отказва след преминати седем семестъра. През декември 1947 година завършва едномесечен курс за политически офицери, след което е назначен със звание поручик във военното контраразузнаване при Пета дивизия в Русе. Той продължава работата си там и след прехвърлянето на военното контраразузнаване като Трето управление на Държавна сигурност в началото на 1950 година, като по това време преминава четиримесечен курс в Школата „Георги Димитров“. След това става началник на отделение в Бургас, а през април 1952 година оглавява отдела на военното контраразузнаване за Трета армия в Пловдив и е повишен в подполковник.
На 3 март 1953 година Кьосев е преназначен в Първо управление (външно разузнаване), запазвайки ранга си на началник на отдел. Въпреки че не знае никакви чужди езици и няма особен опит или подготовка, през май 1955 година е изпратен като ръководител на резидентурата на разузнаването в Австрия с основна задача да укрепи местната структура след скорошен провал на нейни агенти. През септември 1958 година е прехвърлен в Чехословакия, а в края на 1960 година става резидент в Гърция. Макар през този период да научава малко немски и чешки, работата му е концентрирана главно върху българските емигранти в тези страни.
През 1963 година Димитър Кьосев се връща в България и оглавява 02 отдел в разузнаването, отговорен за работата в Гърция. През 1965 година става заместник-началник на Първо управление. През май 1968 година началникът на управлението Янко Христов е внезапно уволнен и той официално става началник в края на август. Година по-късно е повишен в генерал-майор, а през 1971 година – в генерал-лейтенант. Оглавява управлението до 24 юли 1972 година, когато, при разместванията след отстраняването на вътрешния министър Ангел Солаков, става заместник-министър на вътрешните работи.
Димитър Кьосев умира внезапно на 12 юни 1973 в болница в София след получен на предишния ден тежък инсулт.

## Образование
- Курс за политически офицери (21 ноември – 31 декември 1947 г.)
- 4-месечен курс, Школа „Георги Димитров“ (1950)

## Военни звания
- Поручик
- Капитан
- Майор
- Подполковник (29 април 1952)
- Полковник (29 април 1957)
- Генерал-майор (29 август 1969)
- Генерал-лейтенант (13 септември 1971)[17]

## Награди
- Медал „МВР“ I степен (1968)[17]
- Медал „За служба на родината“ златна степен от Унгария (1969)[17]
- Медал „25 години БНА“ (1969)[17]
- Медал „За заслуги за сигурността и обществения ред“ (1969)[17]
- Орден „Народна република България“ I степен (1972)[17]